# Harvestehuder THC
Der Harvestehuder Tennis und Hockey-Club (HTHC) entstand am 15. Mai 1919 durch die Verschmelzung des Harvestehuder Hockey Clubs (HHC) und des Harvestehuder Lawn-Tennis-Clubs (HLTC). Der HLTC wurde 1891 gegründet und begann auf der Anlage des  „Eisbahn-Vereins vor dem Dammthor“ in Harvestehude, Tennis zu spielen. Der 1904 gegründete HHC nutzte den auf diesem Gelände 1903 angelegten Hockeyplatz und pachtete ab 1913 das Gelände am Voßberg/Barmbeker Straße. Heute hat der Club zwei Standorte in Hamburg, den Voßberg und eine Anlage in Langenhorn. Seit 2002 wird im HTHC auch Lacrosse angeboten, die HTHC Hamburg Warriors bilden mit insgesamt acht Teams im Jugend- und Erwachsenenbereich eine wichtige Sparte im HTHC. Der erste Europapokal der Landesmeister im Damen-Feldhockey wurde 1974 vom Verein ausgetragen und auch gewonnen.

## Hockey
Sowohl im Feldhockey als auch im Hallenhockey spielen das Damen- und das Herrenteam in der 1. Bundesliga. Insgesamt 26 deutsche Meistertitel konnten von den Damen- und Herrenmannschaften des HTHC errungen werden. Die Damen des HTHC wurden im Jahr 2007 Deutscher Meister im Hallenhockey durch einen 6:4-Sieg im Finale gegen Rot-Weiß Köln in der Alsterdorfer Sporthalle in Hamburg und gewannen im Februar 2008 den Europapokal der Landesmeister im Hallenhockey durch einen 6:0-Finalerfolg gegen den spanischen Meister Club de Campo Villa de Madrid. Im Juni 2025 gewannen die HTHC-Damen - nach einer Durststrecke von mehr als 50 Jahren - erstmals wieder die deutsche Feldhockeymeisterschaft. Im Finale schlugen sie die amtierenden Meisterinnen und haushohen Favoriten Düsseldorfer HC mit 2:1 und qualifizierten sich somit erstmals für die EHL, den höchsten europäischen Wettbewerb für Vereinsmannschaften
Im Jahr 2014 gewannen die Hockeyherren im Februar zunächst den Europapokal der Landesmeister im Hallenhockey gegen den russischen Vertreter Dinamo Yekaterinburg. Im April erfolgte dann der Sieg in der EHL – vergleichbar mit der Champions League im Fußball – gegen den niederländischen Spitzenclub Oranje Zwart. Im Mai wurde dann erstmals seit dem Jahr 2000 auch wieder die deutsche Meisterschaft auf dem Feld gegen Rot-Weiß Köln gewonnen. Damit gewann der HTHC als erste deutsche Mannschaft überhaupt das historisch einmalige Triple im Hockeysport. Zuletzt gewannen sie 2023 und 2025 den Meistertitel in der Halle sowie 2024 abermals auch den Europapokal der Landesmeister im Hallenhockey.
Die Damen des Harvestehuder THC gewannen am 1. Juni 2025 ihren ersten Feldhockey-Titel seit 1973, als sie im Endspiel in Krefeld den Titelverteidiger Düsseldorfer HC mit 2:1 besiegten.

### Erfolge
| Jahr | Wettbewerb         | Niveau | Platz | Ort         |
| ---- | ------------------ | ------ | ----- | ----------- |
| 1994 | Cup Winners Cup    | 1      | 4     | Terrassa    |
| 1995 | Cup Winners Cup    | 1      | 1     | Cagliari    |
| 1997 | Club Champions Cup | 1      | 2     | Wassenaar   |
| 1998 | Cup Winners Cup    | 1      | 7     | Den Bosch   |
| 1999 | Club Champions Cup | 1      | 3     | Terrassa    |
| 2000 | Cup Winners Cup    | 1      | 3     | Terrassa    |
| 2001 | Club Champions Cup | 1      | 2     | Bloemendaal |
| 2014 | Euro Hockey League | 1      | 1     | Eindhoven   |
| 2015 | Euro Hockey League | 1      | AF    | Bloemendaal |
| 2016 | Euro Hockey League | 1      | 3     | Barcelona   |

Damen
- Deutscher Feldmeister: 1942, 1943, 1944, 1950, 1951, 1957, 1958, 1959, 1960, 1962, 1964, 1968, 1971, 1973, 2025
- Deutscher Hallenmeister: 2007
- Europapokal der Landesmeister (Feld): 1974
- Europapokal der Landesmeister (Halle): 2008

Herren
- Deutscher Feldmeister: 1996, 1998, 2000, 2014
- Deutscher Hallenmeister: 1994, 1996, 2013, 2015, 2023, 2025[6]
- DHB-Pokalsieger (Feld): 1997
- EHL-Sieger (Europapokal der Landesmeister) (Feld): 2014
- Europapokal der Landesmeister (Halle): 1997, 1998, 2014, 2016, 2024
- Europapokal der Pokalsieger (Feld): 1995

## Eishockey

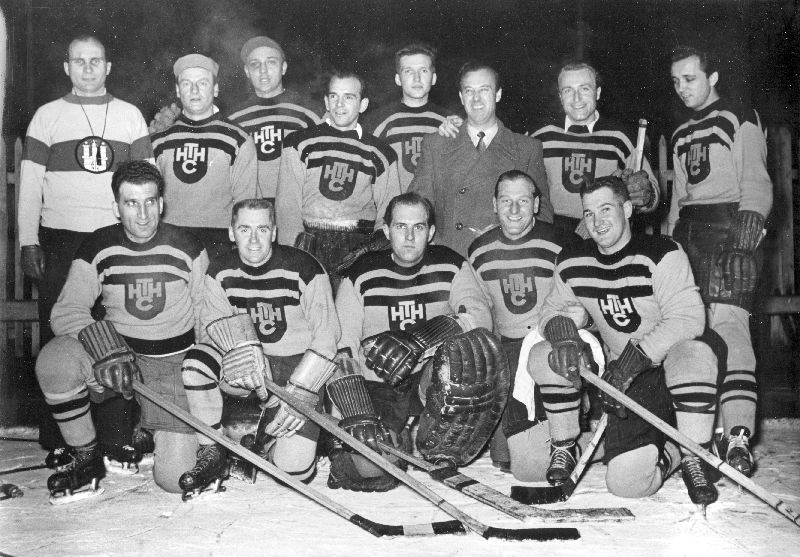
Mannschaft des HTHC in den 1950er Jahren

Bereits 1936 nahm eine Mannschaft des HTHC an der damaligen Gaumeisterschaft teil. Zwischen 1948 und 1953 stellte die Eishockey-Abteilung des HTHC den Meister des Hamburger Eis- und Rollsportverbandes. Als erstem Hamburger Verein gelang dem HTHC im Jahr 1950 der Aufstieg in die höchste deutsche Spielklasse, damals die Oberliga. In der Saison 1950/51 belegte der HTHC zwar den zweiten Platz der Gruppe Nord hinter der Düsseldorfer EG, musste aber aufgrund der Abstockung der Liga von zwölf auf acht Mannschaften dennoch aus der Liga absteigen. Neben Eishockey wurde im Verein auch Eiskunst- und -schnelllauf angeboten.
1954 wurde die Eishockey-Sparte vom Vorstand des HTHC aufgelöst.

## Tennis
Tennis hat im HTHC eine lange Tradition. Die Tennissparte des Clubs ist die älteste der vier angebotenen Sportarten. Luis-Maria Heyden war in den 1920er Jahren mehrfach Internationaler Deutscher Tennismeister im Doppel und Mixed. 1912 nahm er für Deutschland bei den Olympischen Spielen in Stockholm teil und erreichte im Einzel und Doppel jeweils das Viertelfinale. Miken Rieck-Galvao war vor dem Ersten Weltkrieg das „kleine deutsche Tennis-Wunder“. Sie gewann die deutschen Einzelmeisterschaften 1910 und 1911 und kam 1912 und 1913 in das Endspiel der Weltmeisterschaft, das sie 1913 auch gewann. Damit wurde sie die erste deutsche Tennis-Weltmeisterin. Auch der spätere French-Open-Sieger Gottfried von Cramm spielte beim HTHC.
In den letzten Jahren ist die Tennissparte deutlich abgefallen und konnte keine großen regionalen oder gar bundesweiten Erfolge verzeichnen.

## Lacrosse
Der 1996 gegründeter Lacrosse-Verein Hamburg Warriors wurde am 1. Oktober 2002 in den HTHC unter seinem heutigen Namen als eigene Sportsparte integriert und firmiert seitdem als HTHC Hamburg Warriors.
Die Hamburg Warriors zählen zu den besten Mannschaften Deutschlands. 2016 holten sich die ersten Herren im Finale gegen HLC Rot-Weiß München zum zweiten Mal nach 2008 den deutschen Meistertitel der Bundesligen des Deutschen Lacrosse Verbands. Im Juni 2023 wurde der dritte Titel gegen Titelverteidiger Frankfurt errungen.

### Erfolge
Herren
- Deutscher Meister: 2008, 2016, 2023, 2024, 2025

Damen
- Deutscher Meister: 2006, 2007, 2008, 2022, 2023, 2024

Damen Indoor
- Deutscher Meister: 2022

Damen Sixes
- Deutscher Meister: 2025

Junioren
- Deutscher Junioren-Meister (Jungen): 2008, 2009, 2010

Juniorinnen
- Deutscher Juniorinnen-Meister (Mädchen): 2010

## American Football
Seit 2007 war das American-Football-Team der Hamburg Huskies (1995–2003 Hamburg Wild Huskies, 2003–2009 Hamburg Eagles) die vierte Sparte im HTHC und firmierte seit Dezember 2009 unter dem Namen HTHC Hamburg Huskies.
Die 1. Herrenmannschaft wird von Martin Lutzke trainiert und startet 2008 in ihre zehnte Spielzeit in der 2. Bundesliga Nord, deren Titel sie 2007 holte. Im Anschluss verloren die Hamburg Eagles aber beide Relegationsspiele um den letzten Platz in der folgenden Saison in der German Football League Nord, dem American-Football-Oberhaus, gegen die Dresden Monarchs mit 24:28 und 13:19.
2014 trennten sich die Huskies vom HTHC und firmieren derzeit unter dem Namen Hamburg „Hamburg Huskies Hanseatic Football“.

## Bekannte Spieler und Spielerinnen
Hockey
- Andreas Arntzen, Nationaltorwart und mehrmaliger Deutscher Meister
- Christoph Bechmann, Weltmeister 2002
- Christian „Büdi“ Blunck, Europameister 1991, Olympiasieger 1992
- Greta Blunck, Europapokalsiegerin 1974 (Feld), Vizeweltmeisterin 1979 (als Trainerin)
- Patric Lunau-Mierke, Europapokalsieger 1995 (Feld), Junioren-Europameister 1998 (Feld)
- Michael Green, Weltmeister 2002, Welthockeyspieler 2002
- Tobias Hauke, Weltmeister 2007 (Halle), Olympiasieger 2008 und 2012, Europameister 2011 und 2013, Welthockeyspieler 2013
- Kai Hollensteiner, Europapokalsieger 1997 (Halle)
- Clemens Arnold, Deutscher Meister, Weltmeister 2002, Champions Trophy Sieger 2001
- Claus-Peter Krueger, Deutscher Meister als Spieler und als Trainer sowie Gewinn des Europapokals 2008 (Halle) als Trainer
- Julia Müller, Deutsche Meisterin, Europameisterin 2007 (Feld)
- Teun de Nooijer, Olympiasieger 1996 und 2000 mit den Niederlanden
- Moritz Polk, Nationalspieler
- Kristina Reynolds, Europameisterin 2007 (Feld) und Europameisterin 2008 (Halle) sowie Europapokalsiegerin 2008 (Halle)
- Stefan Saliger, Olympiasieger 1992
- Ahmed Shahbaz, Weltmeister 1994 mit Pakistan sowie Deutscher Meister 1996
- Hans-Christian Stengler, Europapokalsieger 1997 (Halle)
- Tito Warnholtz, Nationaltorwart, Olympiazweiter 1936
- Kurt „Kutti“ Weiß, Europapokalsieger 1974 (als Trainer)
- Erika Wex, Nationalspielerin sowie Gewinn zahlreicher deutscher Meisterschaften
- Tahir Zaman, Weltmeister 1994 mit Pakistan sowie Deutscher Meister 1996

Tennis
- Gottfried von Cramm, Davis-Cup-Spieler sowie French Open Sieger 1934 und 1936
- Luis-Maria Heyden, mehrfacher internationaler Deutscher Tennismeister im Doppel und Mixed, Bronzemedaillengewinner bei den Olympischen Spielen 1912
- Gertrud von Ladiges, mehrfache Teilnehmerin an deutschen Meisterschaften in den 1950er Jahren.
- Magdalene Rieck, auch Miken Rieck-Galvao, das „kleine deutsche Tennis-Wunder“, Siegerin der Hartplatz-Weltmeisterschaften 1913 in Paris